# Metlić
Metlić (cyr. Метлић) – wieś w Serbii, w okręgu maczwańskim, w mieście Šabac. W 2011 roku liczyła 934 mieszkańców.